# Живей за мига
Живей за мига е шестият студиен албум на българската поп/кънтри певица Росица Кирилова. Издаден е през 1993 от Рива Саунд. Този албум съдържа както нови песни, така и няколко включени в предни издания на Кирилова. Това е и първият ѝ албум, в който са включени песни на английски език.

## Песни
1. „Живей за мига“ (3:57)
2. „Криеница“ (3:03)
3. „Остани тази вечер“ (3:29)
4. „Възрастни деца“
5. „Все едно кога“
6. „Животът продължава“
7. „С дъх на жасмин“ (3:20) – м. Зорница Попова
8. „Времето с обич да спрем“ (3:38)
9. „Прерия за нашите души“ (2:55)
10. „Птиците умират сами“ (3:31)
11. „The games people play“ (2:57)
12. „Мики Маус“ (2:52)
13. „Кънтри китка“ (2:26)
14. „Моя страна, моя България“ (3:58)
15. „Месечинко, чакай“ (4:25)
16. „Най-добрата дума“ (3:58)
17. „Приятелите винаги остават“ (4:44)
18. „When i need you“ (4:02)